# Административна подела Краљевине Србије
Административна подела Краљевине Србије је управна (административно-територијална) подела Краљевине Србије у раздобљу од 1882. до 1918. године. Тадашњу тростепену административну поделу државног подручја Краљевине Србије чинили су: окрузи, срезови и општине.

## Окрузи и срезови Краљевине Србије
Краљевина Србија је 1882. наследила дотадашњу административну поделу Кнежевине Србије, а прве промене су учињене већ током 1884. године, након усвајања нових законских решења.
Законом о административној подели земље из 1890. године Краљевина Србија била је подељена на 15 округа: Ваљевски, Врањски, Крагујевачки, Крајински, Крушевачки, Моравски, Пиротски, Подрински, Подунавски, Пожаревачки, Руднички, Тимочки, Топлички, Ужички и Црноречки. Вароши Београд и Ниш добили су статус посебних управа.
Законом о изменама административне поделе Краљевине Србије из 1896. Србија је поново подељена на 15 округа, али је овај закон укинуо административну управу вароши Нишу и уместо ње је предвидео формирање Нишког округа, а Црноречки округ је укинут.
Законом од 24. јануара 1900. Подунавски округ је подељен на Београдски и Смедеревски округ. Након тога је законом од 10. априла 1902. године из Рудничког округа издвојен Чачански округ. Тако је за време пописа 1910. године Краљевина Србија имала 17 округа: Београдски, Ваљевски, Врањски, Крагујевачки, Крајински, Крушевачки, Моравски, Нишки, Пиротски, Подрински, Пожаревачки, Руднички, Смедеревски, Тимочки, Топлички, Ужички и Чачански.

## Нови крајеви (1912—1918)
Протеривањем османске власти и ослобођењем Старе Србије у јесен 1912. године започео је процес успостављања нових власти Краљевине Србије у областима Рашке, Косова, Метохије и Вардарске Македоније. Изградња нових административно-територијалних структура одвијала се постепено, у периоду између 1912. и 1915. године.
Привремена територијална подела нових крајева постојала је од краја 1912. до средине 1913. године. Прва подела на округе и срезове извршена је 15/28. октобра 1912. године, непосредно по ослобођењу. Нове административне јединице биле су формиране као „привремени војни окрузи и срезови“, а на њиховом челу налазили су се привремени окружни и срески начелници. Тада су образовани следећи окрузи: Новопазарски, Приштински, Кумановски, Скопски, Тетовски, Призренски, Дебарски, Поморски, Пљеваљски и Битољски.
Краљевском Уредбом о уређењу ослобођених предела од 14/27. децембра 1912. године прописана је надлежност окружних, среских и осталих власти Краљевине Србије у новим крајевима.
Новом краљевском Уредбом о уређењу ослобођених области од 18/31. августа 1913. године додатно су уређена разна питања о надлежностима окружних, среских, општинских, судских и осталих власти Краљевине Србије у новим крајевима.
Посебном одлуком Министарства унутрашњих дела од 24. августа/6. септембра 1913. године прописана је подела нових области на 11 округа: Битољски, Дебарски, Кавадарски, Новопазарски, Кумановски, Пљеваљски, Призренски, Приштински, Скопски, Тетовски и Штипски. Тих 11 округа делило се на укупно 46 срезова.
Нешто касније, 19. новембра 1913. године, министар унутрашњих дела донео је решење којим је укинут округ Пљеваљски, а нови Пријепољски округ образован је у Пријепољу. Ово је била последица уступања Пљеваља Црној Гори. Истим решењем укинут је и округ Дебарски, а образован нов, Охридски округ са седиштем у Охриду. Министар је овим решењем образовао и Звечански округ са седиштем у Косовској Митровици.
Министарство унутрашњих дела је неколико пута мењало називе појединих округа и срезова, са циљем да се обнове стари називи или да се што више приближе српскословенском, средњовековном називу.
Законским предлогом од 12/25. децембра 1913. године била је предвиђена подела нових крајева на следећих 12 округа: Битољски, Брегалнички, Звечански, Косовски, Кумановски, Охридски, Призренски, Пријепољски, Рашки, Скопски, Тетовски и Тиквешки. Предложени закон није био усвојен због избијања Првог светског рата. Нови крајеви су коначно изједначени у правном погледу са старим областима Краљевине Србије тек након рата, регентовим указом од 30. јуна 1919. године.

## Окупација и обнова (1915-1918)
У јесен 1915. године, након повлачења српске војске и запоседања државне територије од стране централних сила у Првом светском рату, целокупно подручје Краљевине Србије подељено је на две окупационе зоне: аустроугарску и бугарску. У јесен 1918. године, упоредо са ослобођењем земље обновљене су и српске административне структуре, које су 1. децембра заједно са целокупним подручјем Краљевине Србије интегрисане у новопроглашену Краљевину СХС.

## Галерија
- Окупационе зоне (аустроугарска и бугарска) у Краљевини Србији (1915-1918)
- Организација аустроугарске окупационе зоне у Србији (1915-1918)
- Окрузи Краљевине Србије наставили су да постоје и у Краљевини СХС, до 1922. године